# Museu Rodin
O Musée Rodin é um museu parisiense que foi inaugurado em 1919 no Hotel Biron. Exibe obras do escultor francês Auguste Rodin. Enquanto morava na Villa des Brillants (em Meudon, subúrbios de Paris), Rodin usou o Hôtel Biron como sua oficina a partir de 1908, e posteriormente doou a sua colecção completa de esculturas (juntamente com pinturas de Vincent van Gogh e Pierre-Auguste Renoir que ele tinha adquirido) para o Estado francês sob a condição de que tinha de transformar o prédio num museu dedicado às suas obras.
A coleção inclui 6.600 esculturas, 8.000 desenhos, 8.000 fotografias antigas e 7.000 objetos de arte. O museu recebe anualmente 700 mil visitantes. O Musée Rodin contém a maioria das criações significativas de Rodin, incluindo O Pensador, O Beijo e os Portões do Inferno. Muitas das esculturas estão expostas no grande jardim do museu em ambientes naturais. O museu é um dos museus mais acessíveis de Paris. Está localizado perto de uma paragem de metro, Varenne, num bairro central, a taxa de entrada é muito razoável. Atrás do edifício do museu existe um pequeno lago e um restaurante.
O museu tem também uma sala dedicada às obras de Camille Claudel e também algumas pinturas de Monet, das colecções pessoais de Rodin. Em geral, possui um acervo que contém esculturas, desenhos, gravuras, pinturas, cerâmicas, fotografias, artes clássicas e arquivos, como documentos.

## O Espaço
O Musée Rodin é dividido em três espaços que compõe o toda a arquitetura do museu, que recebe cerca de 700 mil visitantes por ano.

### Hôtel Biron
A mansão é considerada como um monumento histórico, e abria aproximadamente 300 obras de Rodin. Passou por diversas restaurações significativas desde sua abertura, em 1926.

### Capela
Em 1820, a Duquesa de Charost, na época dona do Hôtel Biron, vendeu toda a propriedade para a Madre Madeleine-Louise-Sophie Barat, criadora da Sociedade do Sagrado Coração de Jesus. Com isso, o museu tornou-se uma escola para garotas, e foram construídas diversas capelas. A arquitetura da capela segue o estilo Gótico, característico da época.
Com a abertura do museu, foi estudada a possibilidade de transformar a capela em um local de exibição para as obras de arte. Em 2003, recebeu uma restauração, e foi inaugurada em Novembro de 2005.

### Jardim de Esculturas

Musée Rodin, Paris.

O jardim ocupa os hectares ao ar livre do espaço do Museu, e além de contar com uma extensa área verde, também é um espaço de exibição de obras, como O Pensador. O jardim é dividido entre: um jardim de rosas, ao norte da propriedade; um jardim ornamental, ao sul; ao leste da propriedade encontra-se o Jardim de Orfeu; e ao oeste, o Jardim da Primavera.
Rodin começou a usar o espaço do jardim para exibir suas obras prediletas em 1908. Para o pintor, a natureza e as antiguidades são duas fontes de vida e inspiração para um artista. 
As primeiras esculturas de bronze foram posicionadas antes da Primeira Guerra Mundial, mas foi a partir de 1993 que o museu começou a ter um cuidado mais regular com estas obras, em vista de preserva-las.

#### Galeria de Mármore
Foi criada em 1971, e é local de exibição de diversas obras, algumas inacabadas. Acredita-se que as obras foram feitas por artistas mais jovens e com pouca experiência artística, que trabalhavam como modelos para grandes mestres. Entre as peças exibidas, encontramos retratos e esculturas que remetem à mitologia. 

## Exposições Permanentes
A coleção do Musée Rodin contém mais de 6.600 esculturas, 8.000 desenhos, 8.000 fotografias antigas e 7.000 objetos de arte. 

### Esculturas
As esculturas de Rodin certamente comprovam de que ele foi um artista que escolheu desafiar as normas tradicionais de seu tempo. Entre os trabalhos realizados ainda quando jovem, O Homem Do Nariz Quebrado não condiz com as normas estéticas contemporâneas de Rodin, bem como a obra A Idade do Bronze, que rejeita os mecanismos contemporâneos de expressão física. A ausência deste artifício, como a nudez de O Pensador ou Adão e Eva, garante a atemporalidade das obras de Rodin. 
O artista também se destaca pelo aspecto monumental de algumas de suas obras: Balzac, The Burghers of Calais ou o impressionante e inacabado Os Portões do Inferno, que contém muitos elementos que representam as principais obras de Rodin (The Thinker, Ugolino, The Kiss ou as três máscaras).

### Desenhos
A coleção gráfica do Musée Rodin contém cerca de 7.000 desenhos. Eles podem ser associados a diferentes estilos e períodos: observação de paisagens, trabalhos de fantasia inspirados por Dante ou Baudelaire, numerosos nus eróticos ou até mesmo retratos. 

### Fotografias
O Musée Rodin preserva uma importantíssima coleção de 25.000 fotografias. Entre estas, 7.000 foram tiradas pelo próprio Rodin. O artista mostrou grande interesse por este tipo de arte e ciência e colaborou com muitos dos fotógrafos da época, como Eugène Druet, Jacques-Ernest Bulloz, Adolphe Braun ou Edward Steichen.
As temáticas das fotos de Rodin são variáveis. Os álbuns pessoais do artista atestam seus interesses e fontes artísticas, enquanto seus retratos e os registros jornalísticos ilustram, acima de tudo, seu trabalho e sua vida pessoal. Além disso, as fotografias expostas em seu museu são fontes ótimas para entender um pouco do que aconteceu em 1877 e sobre a vida de Rodin, em 1917. 

### Rodin como colecionador
Durante os vinte últimos anos da vida de Rodin, enquanto vivia em Meudon, Rodin deu início a uma coleção de obras de arte do Antigo Egito, da Grécia, de Roma e, depois, do Extremo Oriente. Na medida em que a coleção crescia, diferentes peças invadiam seu estúdio, suas casas e substituíam algumas das antigas estátuas. Rodin passou a ficar mais conhecido, seus pagamentos também cresceram, assim como sua coleção, que em 1917 já tinha atingido mais de 6.000 obras. 
Além disso, as amizades e os gostos de Rodin levaram-o às obras dos naturalistas (Théodule Ribot, Alfred Roll) e simbolistas (Eugène Carrière, Charles Cottet...). Por meio das diversas influências de seus amigos, Rodin possuiu obras de arte de Jules Dalou, Alexandre Falguière ou Jean-Paul Laurens. Ele também realizou compras importantes: três Van Gogh (incluindo o Père Tanguy, final de 1887), o Nu de Renoir na Luz do Sol e o Belle-Île, de Monet.

## Os dois sites do museu

### Hotel Biron, Paris
Aberto ao público pela primeira vez em 1919, o Musée Rodin foi alojado em uma mansão anteriormente chamada de Hotel Peyrenc de Moras, projetada com os traços arquitetônicos clássicos ornamentados com decoração rocaille. Foi construído na Rue de Varenne, entre 1727 e 1732. A partir de 1788, o hotel foi ocupado por uma série de proprietários e inquilinos. Em 1820, a duquesa de Charost vendeu toda a propriedade a três freiras pertencentes a uma congregação religiosa, a Sociedade do Sagrado Coração de Jesus. Foi aberta uma escola de internato para meninas e as decorações foram vendidas progressivamente. Entre 1820 e 1904, foram construídos vários edifícios na fazenda, especialmente a capela projetada pelo arquitetao Jean Juste Gustave Lisch e completada em 1876. 
A sociedade foi atormentada em 1904, devido à lei das "ordens religiosas", envolvendo a separação da igreja e do Estado, que proibia ensinos religiosos. As irmãs foram projetadas e a propriedade foi colocada à venda. Enquanto aguardava por um comprador, os inquilinos podiam ocupar o edifício e, entre os moradores, vários artistas: Jean Cocteau, Henri Matisse, Isadora Duncan, Rainer Maria Rilke. Logo a casa foi apresentada a Rodin e, em 1908, o artista alugou quatro salas do andar térreo para fazer de estúdio. A partir de 1911, quando o Estado francês se comprometeu a comprar o Hotel Biron, Rodin começou a negociar. Ele anunciou oficialmente sua intenção de doar todas as suas obras ao governo francês, bem como seus desenhos e sua coleção de antiguidade se o Estado mantivesse todas as suas coleções no Hotel de Biron, que depois se tornaria o Musée Rodin, em troca do direito de residir ali pelos próximos anos de sua vida. 
Em 1916, a Assembléia francesa aprovou uma lei que permite ao Estado aceitar doações e atribuir a mansão e seu jardim a um museu. Léonce Bénédite foi nomeado executor da vontade do escultor Rodin. Suas tarefas eram gerir o patrimônio artístico do escultor e supervisionar a organização do futuro museu.
Listado como monumento histórico em 1926, o Hotel Biron e seus terrenos passaram por grandes trabalhos de renovação e restauração, para melhor afirmar seu papel de museu. A mais recente foi a re-inauguração em novembro de 2015, em comemoração aos 175 anos de Rodin. As reformas custaram em torno de 16 milhões de euros, e foram dados como "dever moral" pela ministra da cultura da França, Fleur Pellerin. 

### Musée Rodin, em Meudon
Em 19 de dezembro de 1895, Rodin comprou uma casa no estilo de Louis XIII em tijolos e pedras, construída nas alturas de Meudon e chamada "La Vila des Brillants". Em 1900, cerca de 50 pessoas, incluindo contratados e assistentes do escultor foram empregados em Rodin e, embora continuasse a frequentar diariamente seus estudos em Paris, suas principais criações foram feitas em Meudon. O lugar se tornou uma das atrações principais para amigos e admiradores das obras de Rodin. É também o lugar em que Rodin e sua esposa Rose Beuret escolheram para ser enterrados. 
A morte de Rodin, a vila e o estúdio também se tornaram um museu, aberto apenas por três dias na semana. Lá, os visitantes podem experimentar a atmosfera do estúdio e do lugar onde Rodin gostava de viver e de trabalhar. Inaugurado em 1948, o museu também permite vislumbrar numeosos emplastros, inlcuindo moldes para as obras monumentais de Rodin. 

## Principais obras
| Nome da obra           | Artista         | Ano de execução   |
| ---------------------- | --------------- | ----------------- |
| A Idade do Bronze      | Auguste Rodin   | 1877              |
| Portões do Inferno     | Auguste Rodin   | Entre 1880 e 1890 |
| O Pensador             | Auguste Rodin   | 1903              |
| A onda ou As banhistas | Camille Claudel | Entre 1897 e 1903 |
| Monumento a Balzac     | Auguste Rodin   | 1898              |

## Galeria

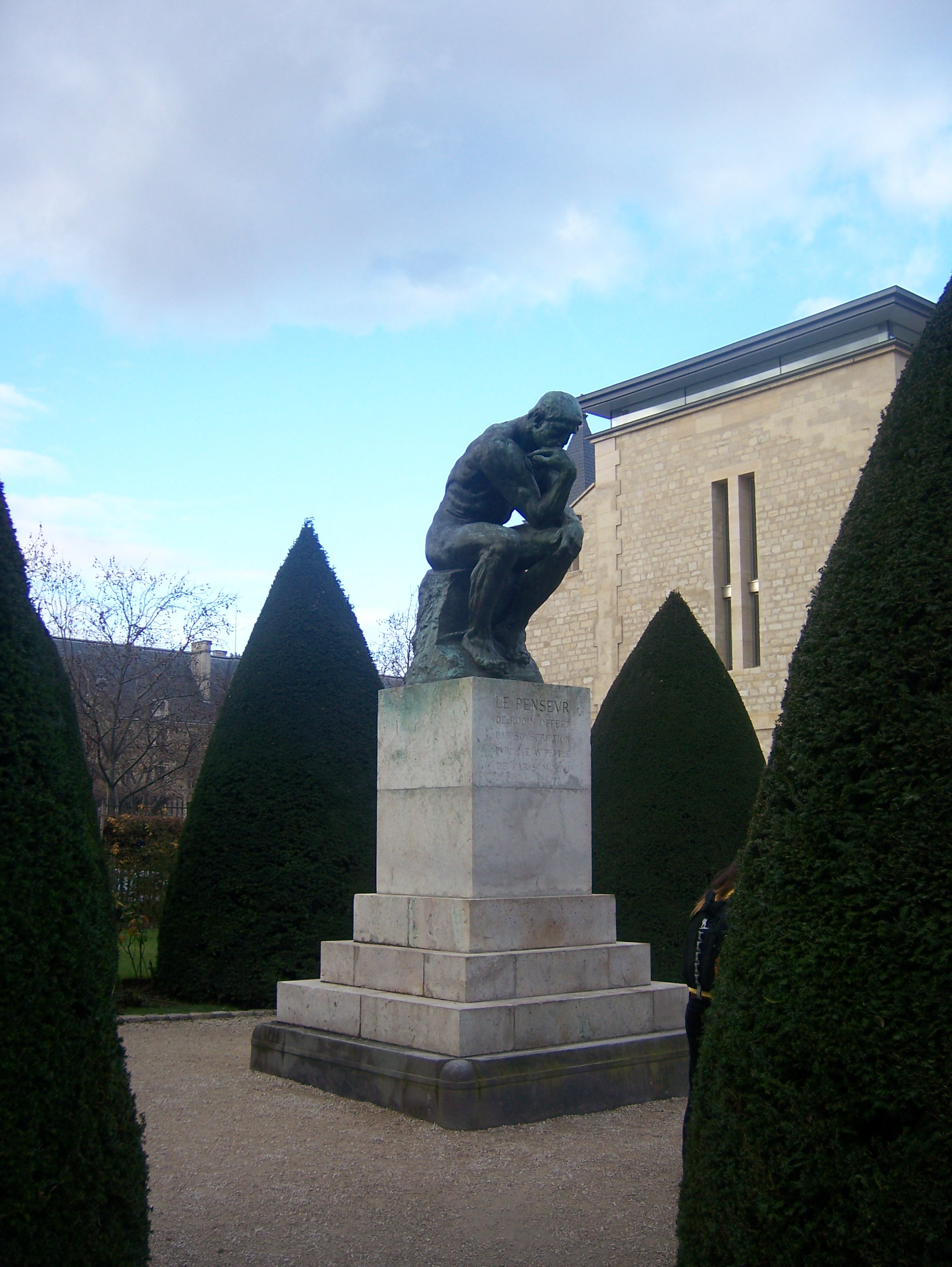
O Pensador
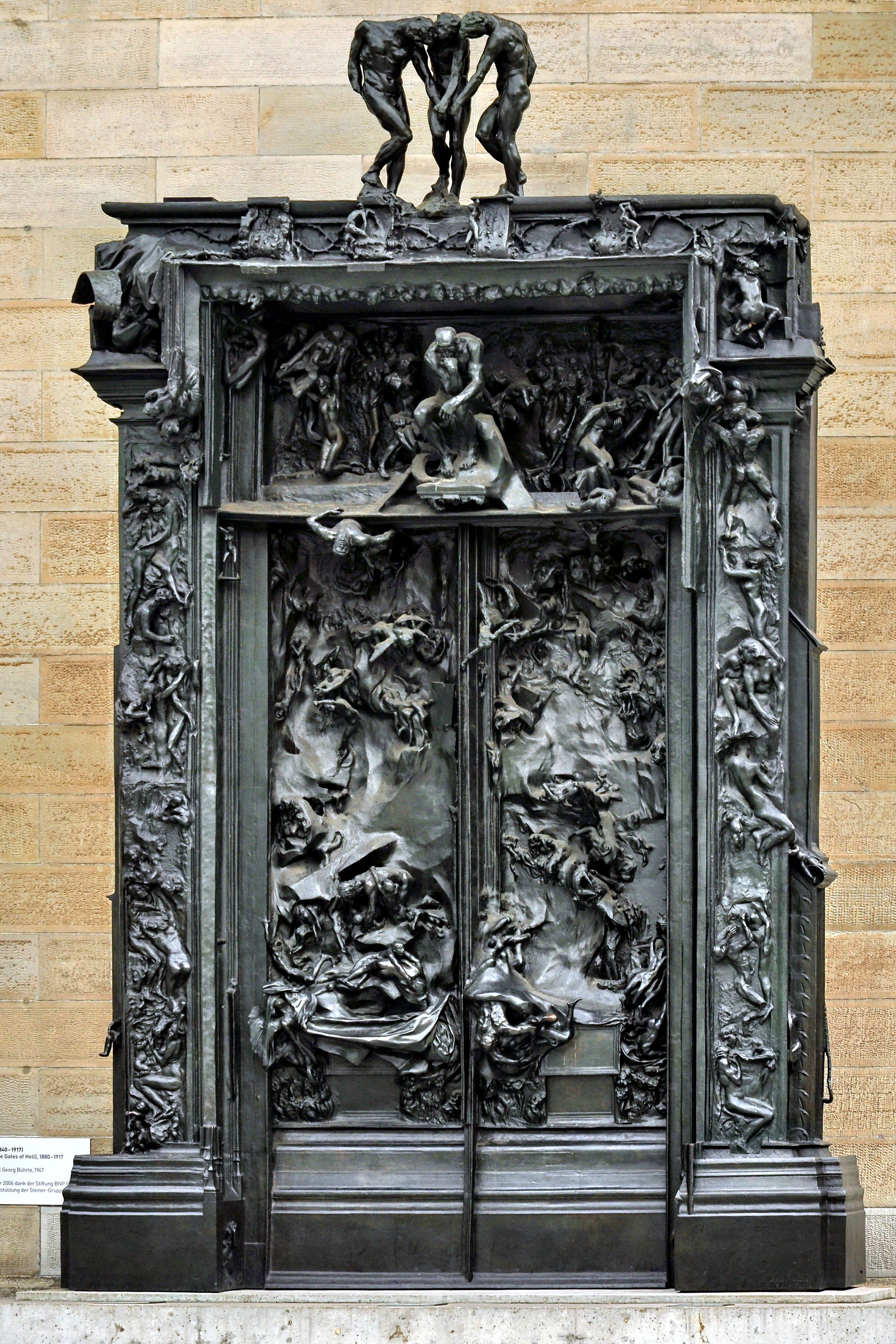
Portas do Inferno
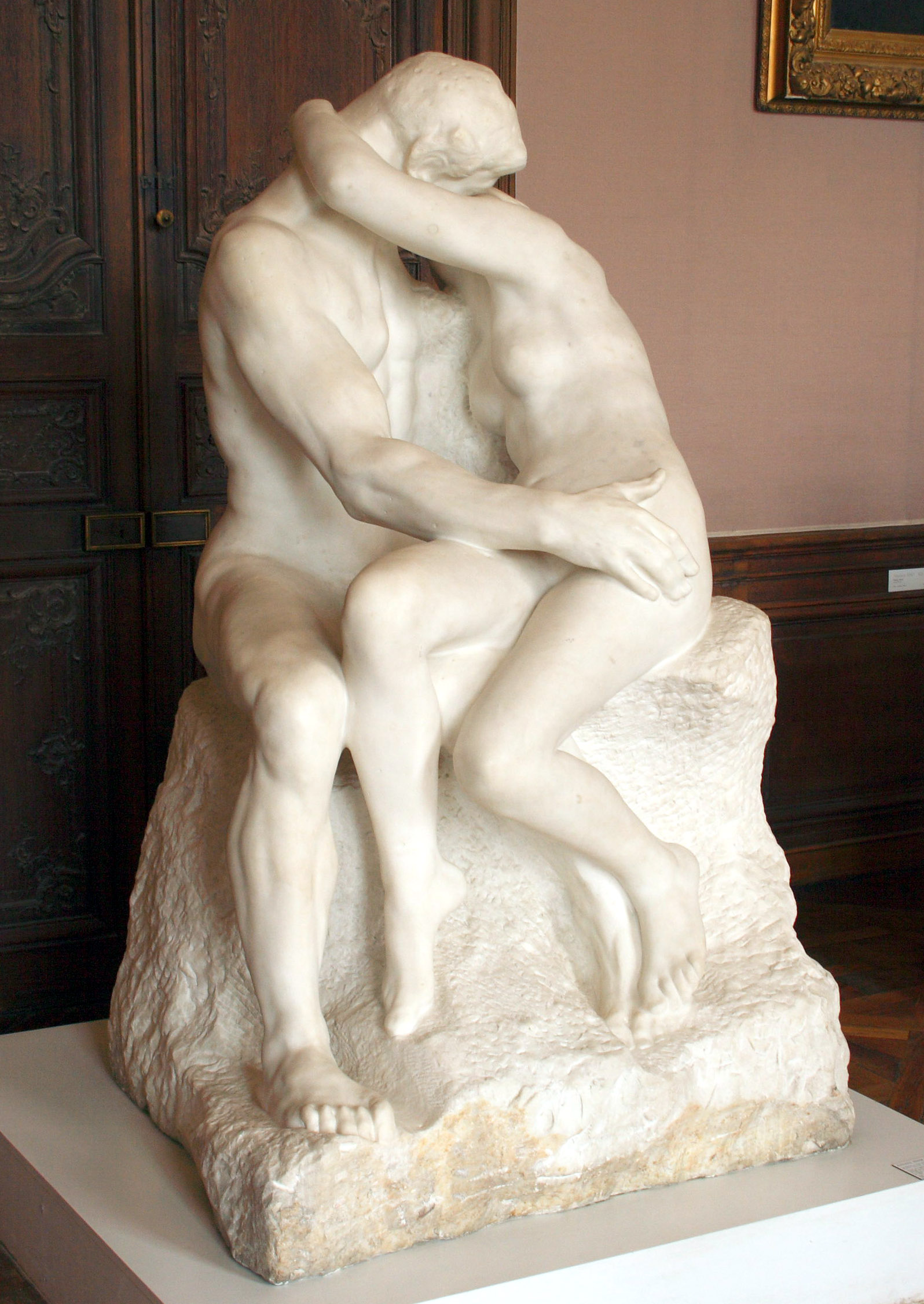
O Beijo
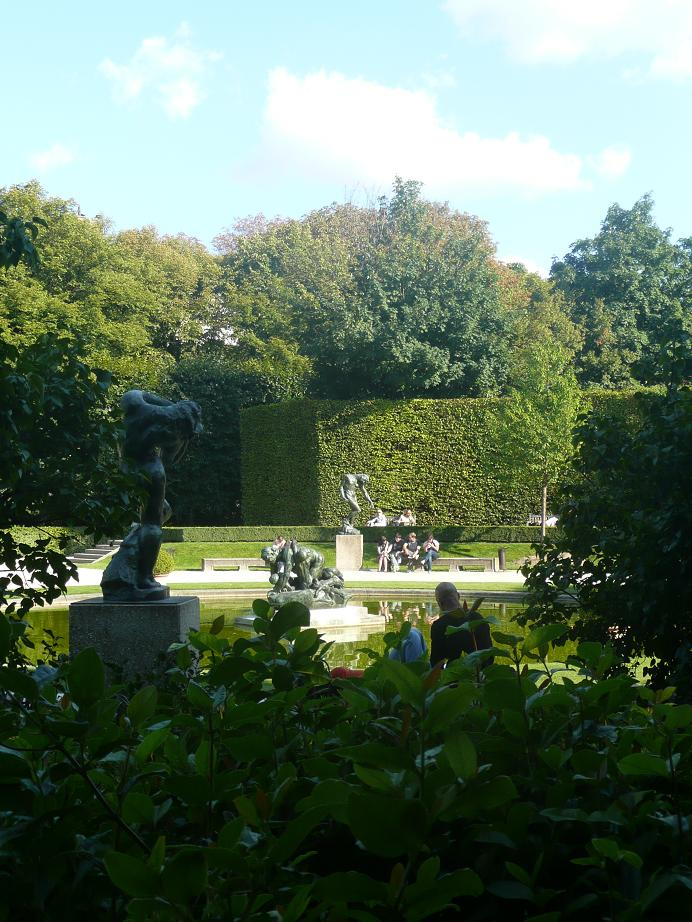
Jardins do museu

## Ligações Externas
- Site Oficial